# Liste von Seilbahnen in Deutschland

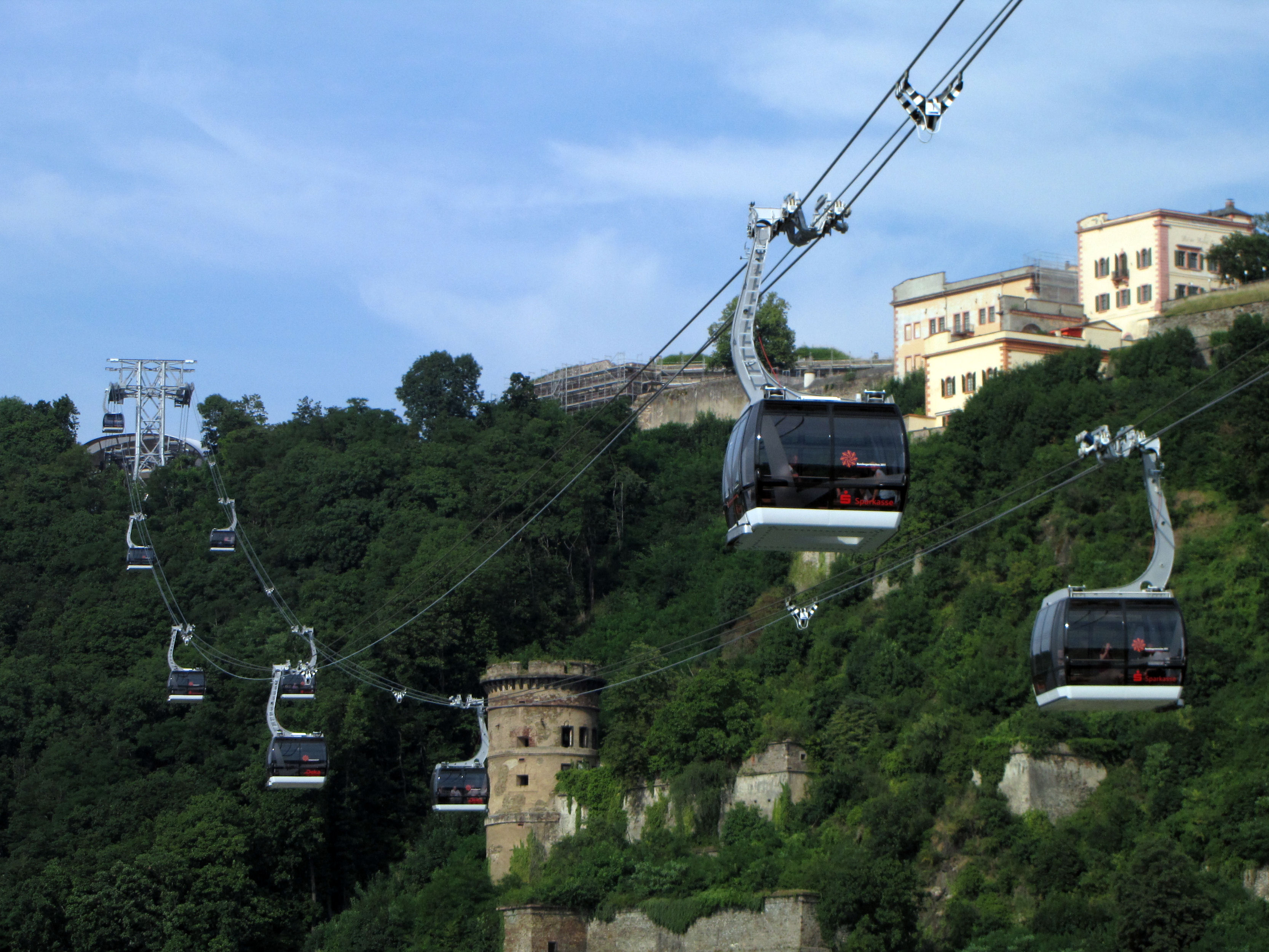
Die Seilbahn Koblenz hat mit einer Förderkapazität von 7.600 Personen pro Stunde die deutschlandweit größte Leistungsfähigkeit.

Fast alle Seilbahnen dieser Liste sind Mitglied im Verband Deutscher Seilbahnen und Schlepplifte e. V.
Die Liste erhebt keinen Anspruch auf Vollständigkeit.
Legende
GB = Gondelbahn; PB = Pendelbahn; x-MGD = kuppelbare Einseilumlaufgondelbahn; x (konkrete Ziffer) = Anzahl der Personen pro Kabine; SB = Sesselbahn; SL = Skilift; m = Meter
von|| bis = wann eröffnet - wann geschlossen oder abgebaut

## Öffentlicher Personenverkehr

### Baden-Württemberg
| Ort, Strecke                                            | Art der Bahn                    | Länge in m | Höhenunterschied in m | Gipfelhöhe in m | mittlere Neigung (Promille) | größte Neigung in m | von            | bis             | Artikel                         | Bemerkungen                                  |
| ------------------------------------------------------- | ------------------------------- | ---------- | --------------------- | --------------- | --------------------------- | ------------------- | -------------- | --------------- | ------------------------------- | -------------------------------------------- |
| Aitern-Multen – Belchen                                 | Gondelbahn                      | 1150       | 262                   | 1356            |                             |                     | 2001           | heute           | Belchenseilbahn                 | GB-8                                         |
| Feldberg, B 317 – Seebuck                               | Gondelbahn und Sesselbahn Kombi | 950        | 180                   | 1450            |                             |                     | 1998           | heute           | Feldbergbahn                    | GB-8, SB-6                                   |
| Freiburg-Stadtgarten – Schlossberg (Restaurant Dattler) | Gondelbahn                      | 259        | 72                    | 348             |                             |                     |                | Dez. 2006       | Schlossbergseilbahn             | Abbau 2007, Ersatz durch die Schlossbergbahn |
| Horben (bei Freiburg) – Schauinsland                    | Gondelbahn                      | 3600       | 747                   | 1220            |                             |                     | 17. Juli 1930  | heute           | Schauinslandbahn                | (GB – 2S-Bahn)                               |
| Mannheim                                                | Gondelbahn                      | 2049       | 6                     |                 |                             |                     | 15. April 2023 | 8. Oktober 2023 | Seilbahn Mannheim               | GB-10; war nur während der Buga23 in Betrieb |
| Ruhestein - Seekopf                                     | Sesselbahn                      | 500        | 90                    |                 |                             |                     | unbekannt      | heute           | Skilift Ruhestein               | SB-1; Betrieb nur am Wochenende              |
| Stuttgart-Killesberg, Höhenpark                         | Sesselbahn                      |            |                       |                 |                             |                     | 1950           | 1984            | Sesselbahn Höhenpark Killesberg |                                              |
| Todtnau – Hasenhorn                                     | Sesselbahn                      | 964        | 364                   | 1026            |                             |                     | 2004           | heute           | Hasenhornbahn                   | SB-2; Neubau                                 |

### Bayern

#### Mittelbayern
| Ort, Strecke         | Art der Bahn | Länge in m | Höhenunterschied in m | Gipfelhöhe in m | mittlere Neigung (Promille) | größte Neigung in m | von     | bis   | Artikel                  | Bemerkungen                       |
| -------------------- | ------------ | ---------- | --------------------- | --------------- | --------------------------- | ------------------- | ------- | ----- | ------------------------ | --------------------------------- |
| Bayerisch Eisenstein | Gondelbahn   | 964        | 342                   | 1400            |                             |                     | 1999    | heute | Arber-Bergbahn           | GB-6 + 2 SB-6 (Winterbetrieb)     |
| Bischofsgrün         | Sesselbahn   | 2220       | 358                   | 1010            |                             |                     | 1991    | 2023  | Seilbahn Ochsenkopf-Nord | SB-2; längste deutsche Sesselbahn |
| Bischofsmais         | Sesselbahn   | 1172       | 254                   | 1089            |                             |                     | 1967/68 | heute | Geißkopfbahn             | SB-1                              |
| Bodenmais            | Sesselbahn   | 740        | 150                   | 900             |                             |                     | 1977    | heute | Silberbergbahn           | SB-2                              |
| Warmensteinach       | Sesselbahn   | 1833       | 249                   | 1010            |                             |                     | 1997    | heute | Seilbahn Ochsenkopf-Süd  | SB-2                              |

#### Oberbayern
| Ort, Strecke             | Art der Bahn | Länge in m | Höhenunterschied in m | Gipfelhöhe in m | mittlere Neigung (Promille) | größte Neigung in m | von           | bis                         | Artikel                               | Bemerkungen                                          |
| ------------------------ | ------------ | ---------- | --------------------- | --------------- | --------------------------- | ------------------- | ------------- | --------------------------- | ------------------------------------- | ---------------------------------------------------- |
| Aschau im Chiemgau       | Gondelbahn   | 2480       | 841                   | 1461            |                             |                     | 1957          | heute                       | Kampenwandbahn                        | GB-4                                                 |
| Bad Kohlgrub             | Sesselbahn   | 1998       | 455                   | 1395            |                             |                     | 1953          | heute                       | Hörnle - Schwebebahn                  | SB-2                                                 |
| Bad Reichenhall          | Pendelbahn   | 2380       | 1140                  | 1583            |                             |                     | 1928          | heute                       | Predigtstuhlbahn                      | PB-25; denkmalgeschützt                              |
| Bad Tölz                 | Sesselbahn   | 1700       | 518                   | 1238            |                             |                     | 1971          | heute                       | Blombergbahn                          | SB-2                                                 |
| Berchtesgaden            | Pendelbahn   | 1530       | 490                   | 1020            |                             |                     | 1950          | heute                       | Obersalzbergbahn                      | PB-4                                                 |
| Bergen                   | Pendelbahn   | 4840       | 1060                  | 1649            |                             |                     | 1969/70       | heute                       | Hochfellnseilbahn                     | PB-45 (2 Abschnitte)                                 |
| Bayrischzell-Osterhofen  | Pendelbahn   | 2953       | 932                   | 1724            |                             |                     | 1970          | heute                       | Wendelstein-Seilbahn                  | PB-50                                                |
| Garmisch-Partenkirchen   | Gondelbahn   | 2140       | 504                   | 1237            |                             |                     | 16. Mai 2019  | heute                       | Eckbauerbahn                          | GB-6; ersetzte alte Eckbauerbahn                     |
| Garmisch-Partenkirchen   | Gondelbahn   | 520        | 147                   | 903             |                             |                     | 1953          | heute                       | Graseckbahn                           | GB-4                                                 |
| Garmisch-Partenkirchen   | Gondelbahn   | 2036       | 606                   | 1338            |                             |                     | 2006/07       | heute                       | Hausbergbahn                          | GB-8                                                 |
| Garmisch-Partenkirchen   | Sesselbahn   | 1030       | 180                   | 1500            |                             |                     | 1997          | heute                       | Kreuzwankl-Ski-Express                | SB-6                                                 |
| Garmisch-Partenkirchen   | Sesselbahn   | 1476       | 593                   | 1704            |                             |                     | 2009          | heute                       | Kandahar Express                      | SB-4                                                 |
| Garmisch-Partenkirchen   | Gondelbahn   | 2303       | 875                   | 1638            |                             |                     | 2002          | heute                       | Kreuzeckbahn (Garmisch-Partenkirchen) | GB-2                                                 |
| Garmisch-Partenkirchen   | Sesselbahn   | 450        | 100                   | 1640            |                             |                     | 1992          | heute                       | Hexenkessel                           | SB-2                                                 |
| Garmisch-Partenkirchen   | Pendelbahn   | 3810       | 1287                  | 2045            |                             |                     | 1973          | heute                       | Alpspitzbahn                          | PB-80                                                |
| Garmisch-Partenkirchen   | Pendelbahn   | 900        | 333                   | 2033            |                             |                     | 1973          | heute                       | Hochalmbahn                           | PB-44                                                |
| Garmisch-Partenkirchen   | Sesselbahn   | 820        |                       | 260             | 1880                        |                     | 1996          | heute                       | Längenfelder 1                        | SB-2                                                 |
| Garmisch-Partenkirchen   | Gondelbahn   | 3000       | 1010                  | 1740            |                             |                     | 1982          | heute                       | Wankbahn                              | GB-4                                                 |
| Garmisch-Partenkirchen   | Pendelbahn   |            |                       |                 |                             |                     | 1966          | 1992                        | Zugspitz-Gipfelseilbahn               | PB                                                   |
| Garmisch-Partenkirchen   | Pendelbahn   | 1000       | 360                   | 2943            |                             |                     | 1992          | heute                       | Zugspitz-Gletscherbahn                | PB-100                                               |
| Grainau                  | Pendelbahn   | 4467       | 1945                  | 2944            |                             |                     | 21. Dez. 2017 | heute                       | Seilbahn Zugspitze                    | PB-120; ersetzte die Eibseeseilbahn                  |
| Garmisch-Partenkirchen   | Sesselbahn   | 950        | 285                   | 2588            |                             |                     | 2003          | heute                       | Sesselbahn Sonnenkar                  | SB-6                                                 |
| Garmisch-Partenkirchen   | Sesselbahn   | 1476       | 287                   | 2585            |                             |                     | 2012/13       | heute                       | Wetterwandeckbahn                     | SB-6                                                 |
| Lenggries                | Gondelbahn   | 2500       | 800                   | 1517            |                             |                     | 16. Nov. 1957 | heute                       | Brauneck-Bergbahn                     | GB-4                                                 |
| Marquartstein            | Sesselbahn   | 1330       | 480                   | 1050            |                             |                     | 1973          | heute                       | Hochplattenbahn                       | SB-2                                                 |
| Mittenwald               | Pendelbahn   | 2486       | 1311                  | 2244            |                             |                     | 1967          | heute                       | Karwendelbahn                         | PB-35                                                |
| Mittenwald               | Sesselbahn   | 1463       | 229                   | 1220            |                             |                     | 1950          | heute                       | Kranzberg - Sessellift                | SB-1                                                 |
| Mittenwald               | Pendelbahn   | 790        | 130                   | 1380            |                             |                     | 11. Juli 1955 | heute                       | Kranzberg-Gipfelbahn                  | PB-10; derzeit nicht in Betrieb (Stand: Sommer 2022) |
| Oberammergau             | Sesselbahn   | 1780       | 420                   | 1276            |                             |                     | 1992          | heute                       | Kolbensesselbahn                      | SB-2                                                 |
| Oberammergau             | Gondelbahn   | 2021       | 780                   | 1684            |                             |                     | 21. Feb. 1957 | heute                       | Laber Bergbahn                        | GB-12                                                |
| Oberaudorf               | Sesselbahn   | 1455       | 310                   | 800             |                             |                     | 2006          | heute                       | Hocheck-Bergbahn                      | SB-4                                                 |
| Ramsau bei Berchtesgaden | Sesselbahn   | 1200       | 360                   |                 |                             |                     | 1969          | heute                       | Hochschwarzeck Bergbahn               | SB-2                                                 |
| Rottach-Egern            | Gondelbahn   | 2140       | 825                   | 1615            |                             |                     | 20. Apr. 1951 | heute                       | Wallbergbahn                          | GB-4                                                 |
| Ruhpolding               | Pendelbahn   | 1650       | 923                   | 1650            |                             |                     | 1953          | stillgelegt seit 08.11.2022 | Rauschbergbahn                        | PB-20                                                |
| Samerberg-Grainbach      | Pendelbahn   | 1725       | 626                   | 1542            |                             |                     | 1972/73       | heute                       | Hochriesbahn                          | PB-50                                                |
| Schliersee               | Pendelbahn   | 725        | 230                   | 1061            |                             |                     | 1996          | heute                       | Schliersbergbahn                      | PB-10                                                |
| Schönau am Königssee     | Gondelbahn   | 3320       | 1170                  | 1800            |                             |                     | 2018          | heute                       | Jennerbahn                            | GB-10; Neubau                                        |
| Spitzingsee              | Gondelbahn   | 2485       | 520                   | 1616            |                             |                     | 1971          | heute                       | Taubensteinbahn                       | GB-4                                                 |
| Walchensee               | Pendelbahn   | 1388       | 791                   | 1600            |                             |                     | 1994          | heute                       | Herzogstandbahn                       | PB-30                                                |

#### Schwaben
| Ort, Strecke        | Art der Bahn       | Länge in m | Höhenunterschied in m | Gipfelhöhe in m | mittlere Neigung (Promille) | größte Neigung in m | von       | bis   | Artikel                      | Bemerkungen                                           |
| ------------------- | ------------------ | ---------- | --------------------- | --------------- | --------------------------- | ------------------- | --------- | ----- | ---------------------------- | ----------------------------------------------------- |
| Bad Hindelang       | Gondelbahn         | 1423       | 516                   | 1314            |                             |                     | 2000      | heute | Hornbahn                     | GB-8; Neubau                                          |
| Bad Hindelang       | Sesselbahn         | 1443       | 399                   | 1559            |                             |                     | 2001      | heute | Iselerbahn                   | SB-6                                                  |
| Bolsterlang         | Gondelbahn         | 1780       | 600                   | 1540            |                             |                     | 2001      | heute | Hörnerbahn                   | GB-6; 2 Abschnitte                                    |
| Grasgehren          | Sesselbahn         | 632        | 300                   | 1677            |                             |                     | 1993      | heute | Bolgengratbahn               | SB-2                                                  |
| Immenstadt          | Sesselbahn         | 820        | 370                   | 1451            |                             |                     | 1997      | heute | Mittagbahn                   | SB-2                                                  |
| Immenstadt          | Sesselbahn         |            |                       |                 |                             |                     |           | heute | Sesselbahn Alpsee - Bergwelt | SB-2                                                  |
| Nesselwang          | Gondel-/Sesselbahn | 880        | 271                   | 1500            |                             |                     | 2006      | heute | Alpspitzbahn Nesselwang      | GB-4/SB-4                                             |
| Oberstdorf          | Pendelbahn         | 3714       | 1053                  | 1975            |                             |                     | 1972/73   | heute | Fellhornbahn                 | PB-100; PB-60 (2 Abschnitte)                          |
| Oberstdorf          | Gondelbahn         | 2813       | 855                   | 1773            |                             |                     | 2006/07   | heute | Fellhornbahn                 | GB-8; verläuft parallel zur 1. Sektion der Pendelbahn |
| Oberstaufen         | Gondelbahn         | 930        | 294                   | 1056            |                             |                     | Dez. 2012 | heute | Hündle-Erlebnisbahn          | GB-8; Neubau                                          |
| Oberstaufen         | Gondelbahn         | 1230       | 304                   | 1217            |                             |                     | 2005      | heute | Imbergbahn                   | GB-8                                                  |
| Oberstdorf          | Pendelbahn         | 5768       | 1386                  | 2214            |                             |                     | 1977      | heute | Nebelhornbahn                | PB-60, PB-60, PB-30 (3 Abschnitte)                    |
| Oberstdorf          | Gondelbahn         | 2025       | 345                   | 1358            |                             |                     | Juli 1997 | heute | Söllereckbahn                | GB-6; Neubau                                          |
| Oberstaufen-Steibis | Gondelbahn         | 2400       | 852                   | 1708            |                             |                     | 1971/72   | heute | Hochgratbahn                 | GB-4                                                  |
| Pfronten            | Gondelbahn         | 2005       | 656                   | 1501            |                             |                     | 1993      | heute | Breitenbergbahn              | PB-4                                                  |
| Pfronten            | Sesselbahn         | 784        | 183                   | 1677            |                             |                     | 2004      | heute | Hochalpbahn                  | SB-4                                                  |
| Schwangau           | Pendelbahn         | 2146       | 893                   | 1720            |                             |                     | 1968      | heute | Tegelbergbahn                | PB-44                                                 |

### Berlin
| Ort, Strecke                           | Art der Bahn | Länge in m | Höhenunterschied in m | Gipfelhöhe in m | mittlere Neigung (Promille) | größte Neigung in m | von  | bis       | Artikel      | Bemerkungen                                                                                 |
| -------------------------------------- | ------------ | ---------- | --------------------- | --------------- | --------------------------- | ------------------- | ---- | --------- | ------------ | ------------------------------------------------------------------------------------------- |
| Berlin-Hansaviertel                    | Sesselbahn   | 1400       |                       |                 |                             |                     | 1957 | Sep. 1958 |              | SB-2, aus Anlass der internationalen Bauausstellung 1958 aufgeständert, Startpunkt Bhf. Zoo |
| Berlin; Kienbergpark – Gärten der Welt | Gondelbahn   | 1500       | 85                    | 97              |                             |                     | 2016 | heute     | IGA-Seilbahn | GB-10; Errichtet zur Internationalen Gartenausstellung 2017                                 |

### Hamburg
| Ort, Strecke                             | Art der Bahn | Länge in m | Höhenunterschied in m | Gipfelhöhe in m | mittlere Neigung (Promille) | größte Neigung in m | von  | bis  | Artikel | Bemerkungen                                                                                |
| ---------------------------------------- | ------------ | ---------- | --------------------- | --------------- | --------------------------- | ------------------- | ---- | ---- | ------- | ------------------------------------------------------------------------------------------ |
| Hamburg, Planten un Blomen – Wallanlagen | Gondelbahn   | 1415       |                       |                 |                             |                     | 1963 | 1963 |         | GB-2; Seilbahn für die Internationale Gartenschau (IGA) 1963, noch im selben Jahr abgebaut |

### Hessen
| Ort, Strecke                           | Art der Bahn | Länge in m | Höhenunterschied in m | Gipfelhöhe in m | mittlere Neigung (Promille) | größte Neigung in m | von          | bis   | Artikel                            | Bemerkungen      |
| -------------------------------------- | ------------ | ---------- | --------------------- | --------------- | --------------------------- | ------------------- | ------------ | ----- | ---------------------------------- | ---------------- |
| Assmannshausen-Jagdschloss Niederwald  | Sesselbahn   | 900        | 225                   | 325             |                             |                     | 1953         | heute | Niederwald-Seilbahn Assmannshausen | SB-2             |
| Biedenkopf                             | Sesselbahn   | 443        | 88                    | 650             |                             |                     | 1978         | 2018  | Sackpfeifenlift                    | SB-2             |
| Malsfeld-Beiseförth                    | Gondelbahn   | 50         |                       |                 |                             |                     | 2009         | heute | Fuldaseilbahn Beiseförth           |                  |
| Rüdesheim am Rhein – Niederwalddenkmal | Gondelbahn   | 1400       | 209                   |                 |                             |                     | 1954         | heute | Seilbahn Rüdesheim                 | GB-2 (halboffen) |
| Waldeck – Schloss Waldeck              | Gondelbahn   | 650        | 120                   | 390             |                             |                     | 1961         | heute | Waldecker Bergbahn                 | GB-2             |
| Willingen – Ettelsberg                 | Sesselbahn   | 1400       | 240                   | 830             |                             |                     | 1971         | 2007  | Sesselbahn Ettelsberg              | SB-2             |
| Willingen – Ettelsberg                 | Gondelbahn   | 1370       | 237                   | 830             |                             |                     | 1. Dez. 2007 | heute | Ettelsberg-Seilbahn                | GB-8             |
| Willingen                              | Sesselbahn   | 800        | 110                   | 690             |                             |                     | 2013         | heute | Ritzhagen-Sesselbahn               | SB-6             |

### Mecklenburg-Vorpommern
| Ort, Strecke                                           | Art der Bahn           | Länge in m | Höhenunterschied in m | Gipfelhöhe in m | mittlere Neigung (Promille) | größte Neigung in m | von  | bis           | Artikel        | Bemerkungen |
| ------------------------------------------------------ | ---------------------- | ---------- | --------------------- | --------------- | --------------------------- | ------------------- | ---- | ------------- | -------------- | ----------- |
| Riems, Kalkvitz – Riems                                | Seilbahn Pendelbetrieb | 747        | 0,4                   | 9,7             |                             | 289                 | 1926 | 16. Juni 1972 | Seilbahn Riems |             |
| Rostock, zur Internationalen Gartenbauausstellung 2003 | Gondelbahn             |            |                       |                 |                             |                     | 2003 |               |                | abgebaut    |

### Niedersachsen
| Ort, Strecke                          | Art der Bahn | Länge in m | Höhenunterschied in m | Gipfelhöhe in m | mittlere Neigung (Promille) | größte Neigung in m | von           | bis   | Artikel                     | Bemerkungen |
| ------------------------------------- | ------------ | ---------- | --------------------- | --------------- | --------------------------- | ------------------- | ------------- | ----- | --------------------------- | ----------- |
| Bad Harzburg – Großer Burgberg        | Pendelbahn   | 481        | 186                   | 483             |                             |                     | 1929          | heute | Burgbergseilbahn            | PB-19       |
| Bad Lauterberg, Kirchplatz – Hausberg | Sesselbahn   | 440        | 111                   | 403             |                             |                     | 4. Aug. 1954  | heute | Burgseilbahn Bad Lauterberg | SB-2        |
| Braunlage                             | Gondelbahn   | 2800       | 397                   | 965             |                             |                     | 16. Feb. 1963 | heute | Wurmbergseilbahn            | GB-6        |
| Hahnenklee-Bockswiese                 | Gondelbahn   | 1100       | 164                   | 724             |                             |                     | 1970          | heute | Bocksbergseilbahn           | GB-4        |
| Hahnenklee-Bockswiese                 | Sessellift   | 964        | 171                   | 727             |                             |                     | 10. Juli 2014 | heute | Sessellift Hahnenklee       | SB-4        |
| Hannover, Expo-Gelände                | Gondelbahn   |            |                       |                 |                             |                     | 2000          | 2000  |                             | abgebaut    |

### Nordrhein-Westfalen
| Ort, Strecke                                      | Art der Bahn            | Länge in m | Höhenunterschied in m | Gipfelhöhe in m | mittlere Neigung (Promille) | größte Neigung in m | von          | bis   | Artikel                       | Bemerkungen |
| ------------------------------------------------- | ----------------------- | ---------- | --------------------- | --------------- | --------------------------- | ------------------- | ------------ | ----- | ----------------------------- | ----------- |
| Dortmund, Westfalenpark                           | Gondelbahn / Sesselbahn | 500        | 23                    |                 |                             |                     | 1959         | heute | Sessellift des Westfalenparks | GB-2/SB     |
| Bestwig-Wasserfall, Fort Fun Abenteuerland        | Sesselbahn              | 594        | 174                   | 729             |                             |                     | 1971         | heute | Fort Fun Lift                 | SB-2        |
| Kirchhundem, Panorama-Park Sauerland Wildpark     | Sesselbahn              | 415        | 88                    | 647             |                             |                     | 1996         | heute | Panoramalift Kirchhundem      | SB-2        |
| Köln, Rheinpark                                   | Sesselbahn              | 935        |                       |                 |                             |                     | 1957         | 2003  |                               |             |
| Köln, Riehler Straße – Auenweg                    | Gondelbahn              | 935        |                       |                 |                             |                     | 1957         | heute | Kölner Seilbahn               | GB-4 2S     |
| Solingen-Burg an der Wupper, Unterburg – Oberburg | Sesselbahn              | 250        | 91                    | 188             |                             |                     | 31. Mai 1952 | heute | Seilbahn Burg                 | SB-2        |

### Rheinland-Pfalz
| Ort, Strecke                                     | Art der Bahn | Länge in m | Höhenunterschied in m | Gipfelhöhe in m | mittlere Neigung (Promille) | größte Neigung in m | von  | bis   | Artikel                    | Bemerkungen |
| ------------------------------------------------ | ------------ | ---------- | --------------------- | --------------- | --------------------------- | ------------------- | ---- | ----- | -------------------------- | --- |
| Altenahr                                         | Sesselbahn   |            |                       |                 |                             |                     | 1953 | 2011  | Seilbahn Altenahr          | SB |
| Bad Dürkheim, Dürkheimer Wurstmarkt–Teufelsstein | Gondelbahn   | 1270       | 165                   |                 |                             |                     | 1973 | 1981  | Bad Dürkheimer Gondelbahn  | GB |
| Boppard                                          | Sesselbahn   | 915        | 232                   | 302             |                             |                     | 1954 | heute | Sesselbahn Boppard         | SB-2 |
| Cochem                                           | Sesselbahn   | 360        | 155                   | 258             |                             |                     | 1955 | heute | Cochemer Sesselbahn        | SB-2 |
| Edenkoben                                        | Sesselbahn   | 560        | 220                   | 535             |                             |                     | 1954 | heute | Rietburgbahn               | SB-2 |
| Koblenz, Rheinanlagen–Festung Ehrenbreitstein    | Gondelbahn   | 890        | 112                   | 180             |                             |                     | 2010 | heute | Seilbahn Koblenz           | GB-35 3S, weltweit größte Leistungsfähigkeit, Bau zur BUGA 2011, Weiterbetrieb bis 2026 von der UNESCO genehmigt |
| Koblenz, Ehrenbreitstein–Festung Ehrenbreitstein | Sesselbahn   | 290        | 88                    | 194             |                             |                     | 1955 | 2009  | Sesselbahn Ehrenbreitstein | SB, 2011 durch den Schrägaufzug Ehrenbreitstein ersetzt                                                          |
| Saarburg                                         | Sesselbahn   | 702        | 168                   | 320             |                             |                     | 1976 | heute | Saarburger Sesselbahn      | SB-2 |
| Trier, Moselufer Zurlauben–Weißhausterrasse      | Pendelbahn   | 375        | 53                    |                 |                             |                     | 1967 | 2001  | Trierer Kabinenbahn        | PB-15, 2011 abgebaut                                                                                             |

### Saarland
| Ort, Strecke                              | Art der Bahn | Länge in m | Höhenunterschied in m | Gipfelhöhe in m | mittlere Neigung (Promille) | größte Neigung in m | von  | bis   | Artikel                      | Bemerkungen |
| ----------------------------------------- | ------------ | ---------- | --------------------- | --------------- | --------------------------- | ------------------- | ---- | ----- | ---------------------------- | ----------- |
| Saarbrücken; Deutsch-Französischer Garten | Gondelbahn   | 752        | 20                    |                 |                             |                     | 1960 | heute |                              | GB-2        |
| St. Ingbert; Rohrbach – Hassel            | Sessellift   | 500        | 75                    |                 |                             |                     | 1973 | 1995  | Kahlenbergbahn (St. Ingbert) |             |

### Sachsen
| Ort, Strecke                                                            | Art der Bahn | Länge in m | Höhenunterschied in m | Gipfelhöhe in m | mittlere Neigung (Promille) | größte Neigung in m | von           | bis   | Artikel                       | Bemerkungen               |
| ----------------------------------------------------------------------- | ------------ | ---------- | --------------------- | --------------- | --------------------------- | ------------------- | ------------- | ----- | ----------------------------- | ------------------------- |
| Dresden-Loschwitz, Pillnitzer Landstraße – Oberloschwitz, Siercksstraße | Hängebahn    | 274        | 84                    | 207             | 322                         | 400                 | 6. Mai 1901   | heute | Schwebebahn Dresden           | Dampf, elektrisch ab 1909 |
| Klingenthal, Große Aschbergschanze                                      | Sesselbahn   | 319        | 103                   | 788             | 323                         | 630                 | Jan. 1961     | heute | Sessellift Klingenthal        | SB-1                      |
| Neurehefeld                                                             | Sesselbahn   |            |                       |                 |                             |                     |               |       | Sessellift am Hemmschuh       |                           |
| Oberwiesenthal, Schönjungferngrund – Große Fichtelbergschanze           | Sesselbahn   | 262        | 94                    | 1045            | 380                         | 590                 | 1963          |       | Sessellift Schönjungferngrund | SB-4                      |
| Oberwiesenthal, Viehtrift Kleiner Fichtelberg                           | Sesselbahn   | 734        | 185                   | 1204            | 260                         | 500                 | 1963          |       | Sessellift Viehdrift          | SB-4                      |
| Oberwiesenthal, Vierenstraße – Fichtelberg                              | Pendelbahn   | 1175       | 303                   | 1208            | 277                         | 500                 | 28. Dez. 1924 | heute | Fichtelberg-Schwebebahn       | PB-44 (wurde renoviert)   |
| Schöneck/Vogtl.                                                         | Sesselbahn   | 672        | 136                   | 756             |                             |                     | 2006          | heute | Sessellift Hohe Reuth         | SB-4                      |

### Sachsen-Anhalt
| Ort, Strecke           | Art der Bahn | Länge in m | Höhenunterschied in m | Gipfelhöhe in m | mittlere Neigung (Promille) | größte Neigung in m | von           | bis   | Artikel              | Bemerkungen                                   |
| ---------------------- | ------------ | ---------- | --------------------- | --------------- | --------------------------- | ------------------- | ------------- | ----- | -------------------- | --------------------------------------------- |
| Thale – Hexentanzplatz | Umlaufbahn   | 721        | 244                   | 428             | 350                         | 412                 | 7. Okt. 1970  | heute | Bodetal-Seilbahn     | GB-4 2S                                       |
| Thale – Rosstrappe     | Sessellift   | 652        | 244                   | 421             | 500                         | 820                 | 22. Apr. 2005 | heute | Sessellift Roßtrappe | SB-2; Neubau; davor seit 1980 Einersessellift |

### Schleswig-Holstein
| Ort, Strecke | Art der Bahn | Länge in m | Höhenunterschied in m | Gipfelhöhe in m | mittlere Neigung (Promille) | größte Neigung in m | von           | bis      | Artikel                   | Bemerkungen |
| ------------ | ------------ | ---------- | --------------------- | --------------- | --------------------------- | ------------------- | ------------- | -------- | ------------------------- | ----------- |
| Kiel         | Pendelbahn   | 144        |                       |                 |                             |                     | 28. März 1974 | Mai 1991 | Seilbahn Kaufhaus Weipert |             |

### Thüringen
| Ort, Strecke                                  | Art der Bahn | Länge in m | Höhenunterschied in m | Gipfelhöhe in m | mittlere Neigung (Promille) | größte Neigung in m | von  | bis   | Artikel            | Bemerkungen    |
| --------------------------------------------- | ------------ | ---------- | --------------------- | --------------- | --------------------------- | ------------------- | ---- | ----- | ------------------ | -------------- |
| Oberhof – Alpinhang "Fallbach"                | Sesselbahn   | 700        | 120                   | 840             |                             |                     | 1999 | 2017  |                    | SB-2; abgebaut |
| Oberhof, Kanzlersgrund – Schanze am Rennsteig | Sesselbahn   | 305        | 104                   | 842             |                             |                     | 2016 | heute | Sessellift Oberhof | SB-2; Neubau   |
| Steinach, Skiarena Silbersattel               | Sesselbahn   |            |                       |                 |                             |                     |      |       |                    | SB, SL         |
| Tabarz, Großer Inselsberg                     | Sesselbahn   |            |                       |                 |                             |                     |      |       |                    | SL             |

## Nichtöffentlicher Personenverkehr
- Bad Reichenhall, Seilbahn der WTD 52, militärisch genutzt, PB-15
- Hohenaschau im Chiemgau, Standseilbahn zum Schloss Hohenaschau. 1908 durch die Maschinenfabrik Augsburg-Nürnberg (MAN) erbaut (kein öffentlicher Verkehr)
- Rettenberg, Seilbahn Grünten (Eigentümer Bayerischer Rundfunk), PB-11
- Forschungsbahn Schneefernerhaus (kein öffentlicher Verkehr)

## Materialseilbahnen

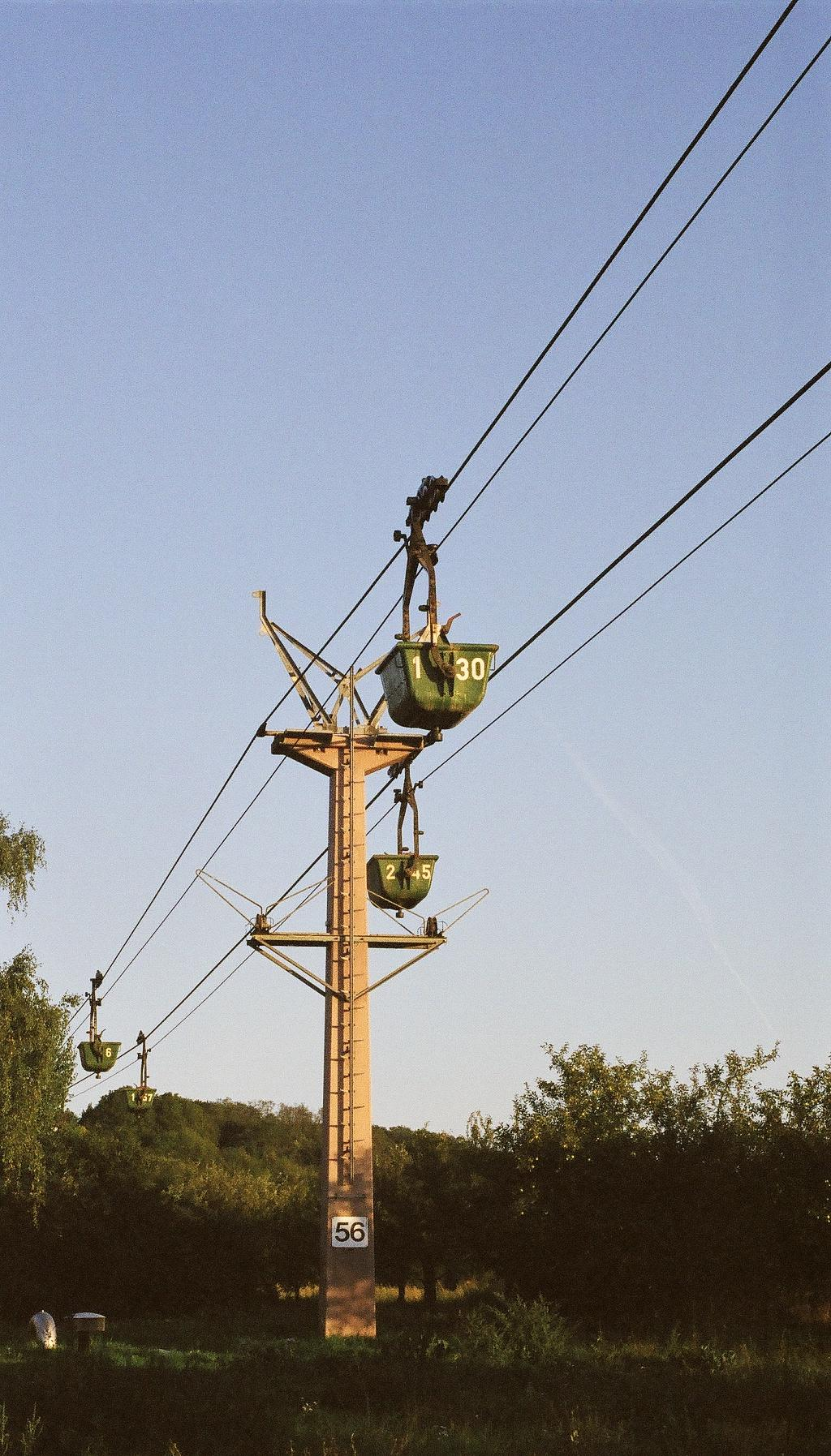
Materialseilbahn in Nussloch

### Baden-Württemberg
1. Dossenheim, Lastenseilbahn Porphyrwerk Dossenheim (kein Personentransport!, im Jahr 2007 nicht mehr existent)
2. Dotternhausen-Plettenberg, Materialseilbahn Dotternhausen–Plettenberg
3. Leimen-Nussloch, Materialseilbahn Leimen–Nussloch
4. Freiburg im Breisgau, Materialseilbahn Schauinsland–Kappel-Neuhäuser für den Transport von Eisenerz. 5,3 km lang, 650 Höhenmeter, mit Einstellung der Erzgewinnung 1954 abgebaut

### Bayern
1. Berchtesgaden, Fischunkelalm, 1900 m lang, Materialseilbahn Fischunkelalm–Röth
2. Oberstdorf, Materialseilbahn zur Kemptner Hütte
3. Oberstdorf, Materialseilbahn zur Rappenseehütte
4. Oberstdorf, Materialseilbahn zur Mindelheimer Hütte
5. Oberstdorf, Materialseilbahn zur Fiderepasshütte
6. Bad Hindelang, Materialseilbahn zum Prinz-Luitpold-Haus
7. Garmisch-Partenkirchen, Materialseilbahn zur Meilerhütte
8. Garmisch-Partenkirchen, Materialseilbahn zur Weilheimer Hütte
9. Grainau, Materialseilbahn zur Höllentalangerhütte
10. Mittenwald, Materialseilbahn zur Mittenwalder Hütte

### Brandenburg
1. Kalkseilbahn Rüdersdorf (vor 1989 stillgelegt)

### Niedersachsen
1. Osterode am Harz, Schwarze Hütte, 377 m lang, bis zum Ersten Weltkrieg in Betrieb
2. Stadtoldendorf - Wickensen, Gipsseilbahn, 2,5 km lang, 22 m Höhe, 50 Förderkörbeab, 1949- ?

### Nordrhein-Westfalen
1. Bochum, Lastenseilbahn Zeche Carolinenglück (1960 existent)
2. Brühl, Lastenseilbahn Grube Berggeist (Brühl) – Winkelstation – Zuckerfabrik Brühl; im Jahr 2007 nicht mehr existent
3. Hürth-Hermülheim, Lastenseilbahn Ribbertwerk (Hürth-Hermülheim) – Grube Luise (Hürth-Berrenrath); im Jahr 2007 nicht mehr existent
4. Bahnhof Bennauberg und dem Steinbruch Plagerkop. Länge: 1,28 km
5. Kohlenseilbahn des Bahnbetriebswerks Köln Betriebsbahnhof (Ehrenfeld-Nippes), Länge 735 m, Höhenunterschied: 29 m, 1918-1964. Quelle: Eisenbahnmagazin 6/2014, S. 66–73

### Rheinland-Pfalz
1. Sayn, 1875 Bau einer Probe-Lasten-Seilschwebebahn durch Alfred Krupp
2. Materialseilbahn Hockweiler-Gusterath-Tal für den Transport von Erzen, die in Hockweiler abgebaut und in Gusterath-Tal gewaschen wurden. (1891-1893)

### Sachsen
1. Beierfeld, Frankonia-Seilbahn (stillgelegt vor 1934)
2. Lugau, Lastenseilbahn mit Umlaufbetrieb für Steinkohlentransporte (stillgelegt vor 1987)
3. Thallwitz-Böhlitz, Steinbruchseilbahn (stillgelegt vor 1987)
4. Leupoldishain-Pirna, Uranerztransport (stillgelegt vor 1990)

### Sachsen-Anhalt
1. Teutschenthal, erste Lastenseilbahn der Erde, Bau 1872, in Betrieb von 1874 bis etwa 1914
2. Materialseilbahn Sangerhausen-Helbra, nie vollendet

### Schleswig-Holstein
1. Alsensche Drahtseilbahn, Materialseilbahn der Alsenschen Portland-Zementfabrik Itzehoe zum Tontransport, Länge 12,554 km, ab 1952 13,25 km, Betrieb: 1908–1977.[1][2]

### Thüringen
1. Dorndorf (Rhön), Kaliseilbahn Springen–Dorndorf zwischen dem Schacht Springen und der Kali-Fabrik Dorndorf, kein Personentransport, mit Einstellung des Kalibergbaus 1990 abgebaut
2. Menteroda, Kaliseilbahn zwischen Schacht Pöthen und Hauptwerk Volkenroda, kein Personentransport, mit Einstellung des Kalibergbaus abgebaut
3. Springen, Kaliseilbahn zwischen Springen Schacht I und Schacht II, kein Personentransport, mit Einstellung des Kalibergbaus 1990 abgebaut
4. Trusetal, Erzseilbahn zwischen Erzwäsche Elmenthal und Bahnhof Auwallenburg, kein Personentransport, mit Einstellung des Bergbaus abgebaut
5. Fockendorf, Materialseilbahn vom Bahnhof Treben-Lehma zur Papierfabrik, Länge 2 km, abgebaut 80er Jahre

## Aktuelle Seilbahnprojekte (Auswahl)
Die Liste erhebt keinen Anspruch auf Vollständigkeit.
- Bad Neustadt an der Saale:
 Planungen für eine Seilbahn in Bad Neustadt als Verbindung zwischen dem Omnibusbahnhof mit dem Rhön-Klinikum sollen konkretisiert werden.[3]
- Bonn: Geplant ist eine Verbindung von der Stadt zum Venusberg (Uni-Klinikum). In der Planung werden zwei mögliche Trassierungen betrachtet, wobei aktuell die so genannte „Nordtrasse“ bevorzugt wird. Eine Machbarkeitsstudie ist abgeschlossen. Es haben sich sowohl Bürgerinitiativen für und gegen die Seilbahn gebildet.[4]
- Dachau-München: Es gibt Überlegungen die Stadt Dachau an den Münchner Stadtteil Moosach mit einer Seilbahn anzubinden.[5]
- Leipzig: Von der Stadt Leipzig werden zwei mögliche Seilbahnverbindungen geprüft: eine Anbindung des Leipziger Zoos an den Hauptbahnhof und eine Verbindung zwischen dem Stannebeinplatz in Schönefeld und dem Nordplatz.[6]
- München:
 Seit September 2020 wird eine Machbarkeitsstudie für eine Seilbahn über den Frankfurter Ring erstellt. Sie soll die U-Bahnstationen in Oberwiesenfeld, am Frankfurter Ring und an der Studentenstadt verbinden.[7]
- Passau:
 Es gibt schon länger Überlegungen, wie man in Passau das rechte Donau-Ufer mit dem Georgsberg mit Hilfe einer Seilbahn verbinden könnte.[8] Skizzen dafür wurden von einem möglichen Investor 2019 im Rathaus eingereicht.[9]
- Ulm:
 Bis zum Frühjahr 2021 sollte eine Machbarkeitsstudie das Potenzial einer Seilbahn für die Landesgartenschau 2030 in Ulm abklären. Die Idee ist, die Wilhelmsburg besser an die Stadt anzubinden.[10][11]

## Abgelehnte Seilbahnen
- Hamburg:
Planungen für eine Seilbahn von Heiligengeistfeld zu Musicaltheatern im Hafen wurde 2014 durch einen Bürgerentscheid (63,4 % Gegenstimmen) gestoppt. Kritik gab es unter anderem an den geplanten 130 m hohen Stützen.[12]
- Wuppertal:
 Eine Seilbahn zwischen dem Hauptbahnhof in Elberfeld-Mitte, der Universität und dem Stadtteil Küllenhahn wurde bei einer Bürgerbefragung 2019 von 61,59 % abgelehnt.[13][14] Siehe: Seilbahn Wuppertal.

## Gescheiterte Seilbahnprojekte
- Bremen:
Planungen für eine Seilbahn in der Überseestadt in Bremen wurden 2019 gestoppt, da eine Finanzierungsmöglichkeit fehlt.[15]
- Reutlingen:
Eine Machbarkeitsstudie für eine Seilbahn im Norden von Reutlingen wurde 2019 durch den Gemeinderat abgebrochen.[16]
- Ulm:
Ideen für eine Seilbahn zwischen dem Hauptbahnhof und dem Stadtteil Wissenschaftsstadt wurden in Ulm durch Planungen für eine neue Straßenbahn 2012, die dann auch realisiert wurde, verworfen.[17]
- Wolfsburg:
In Wolfsburg wird kein Realisierungsbedarf für eine Seilbahn zwischen Phaeno und Allerpark gesehen. Offiziell ruht ein im Jahr 2009 veröffentlichtes Projekt.[18]